# وكالة سلامة الغذاء في جمهورية أذربيجان
وكالة سلامة الغذاء في جمهورية أذربيجان - هي هيئة تنفيذية مركزية تقوم بتنفيذ لائحة تنظيمية بشأن سلامة المنتجات الغذائية.وتسترشد الوكالة في نشاطها بدستور جمهورية أذربيجان وقوانين جمهورية أذربيجان ومراسيم وأوامر رئيس جمهورية أذربيجان وقرارات وأوامر مجلس وزراء جمهورية أذربيجان والمعاهدات الدولية التي تكون جمهورية أذربيجان طرفا فيها وهذا النظام الأساسي.الوكالة تقع في باكو.

## مجالات نشاط الوكالة
1. تُشارك في إعداد سياسة دولة واحدة في المنطقة ذات الصلة وتضمن تنفيذ هذه السياسة.
2. تقوم بتنظيم الدولة والمراقبة اوالتنسيق في مجال عملها.
3. تُنفذ التنظيم المعياري للمنطقة ذات الصلة بما في ذلك التنظيم المعياري بشأن سلامة الأغذية.
4. تسجل المواد الغذائية في البلاد من حيث سلامة الأغذية وتنقذ سجل الدولة.
5. تمارس الرقابة مع مراعاة التشريعات المتعلقة بحماية حقوق المستهلكين للمنتجات الغذائية.
6. تمنح شهادة سلامة الغذاء للمواد الغذائية المصدرة إلى بلدان أجنبية.

## واجبات الوكالة
1. لتحليل الوضع الحالي في المجال ذي الصلة ز، لإعداد وتقديم مقترحات لتحسين نظام الدولة للرقابة والإشراف.
2. تنفيذ المهام الناشئة عن أنشطة التطبيع في المجال ذي الصلة، بما في ذلك تنظيم سلامة المنتجات الغذائية في البلد.
3. تحديد أولويات تطوير المجال ذي الصلة مع الوكالات الحكومية ذات الصلة، لضمان إعداد وتنفيذ برامج الدولة ومفاهيم التنمية.
4. تنسيق أنشطة السلطات التنفيذية الأخرى في المجال ذي الصلة.
5. لضمان تنفيذ الاتفاقات الدولية التي تكون جمهورية أذربيجان طرفا فيها.
6. إجراء تحليل للمخاطر في المجال ذي الصلة، بما في ذلك تقييم المخاطر وإدارة المخاطر ومعلومات المخاطر.
7. تسجيل وإنتاج المنتجات الغذائية المنتجة في البلاد والمنتجات الغذائية المستوردة، وكذلك مواد التعبئة والتغليف من حيث سلامة الأغذية.
8. إجراء تفتيش غير غذائي على المواد الغذائية المستوردة إلى البلد على طول نقاط التفتيش الجمركية الحدودية مع سلطات الجمارك،
9. إجراء عمليات تفتيش في جميع مراحل السلسلة الغذائية وفقاً لمستوى مخاطر المنتج في الظروف وبالطريقة التي ينص عليها القانون، واتخاذ قرارات بشأن القضاء على الانتهاكات التي تم الكشف عنها في المنطقة وتطبيق تدابير تقييدية،
10. اتخاذ قرارات بشأن إزالة أو إبطال أو إعادة تدوير أو تدمير المنتجات الغذائية غير القابلة للاستعمال في الحالات وبالطريقة التي ينص عليها القانون.
11. السيطرة على تمرير الفحص الطبي الإجباري للأشخاص العاملين في إنتاج وتوريد وتوزيع المواد الغذائية قبل وأثناء عملهم مع وزارة الصحة في جمهورية أذربيجان،
12. مطالبة الأشخاص المعرضين لخطر انتشار الأمراض المعدية والطفيلية وكذلك القواعد الصحية والمعايير الصحية فيما يتعلق بإنتاج أو توريد المواد الغذائية، وخصائص العمل الذي يقومون به أو العمل الذي يقومون به.
13. اتخاذ تدابير لتزويد المستهلكين بمعلومات كاملة ودقيقة عن متطلبات سلامة الأغذية.
14. إعداد وتنفيذ تدابير لمنع الأعمال التي تؤدي أو قد تؤدي إلى انتهاك الحقوق والمصالح المشروعة للمستهلكين للمواد الغذائية.
15. اتخاذ تدابير ضد خرق قواعد الاستبدال أو استدعاء السلع والمنتجات المباعة أثناء تخزين أو بيع المنتجات الغذائية،
16. اتخاذ إجراءات فورية مع السلطات المعنية بشأن إزالة المواد الغذائية المنتجة في البلد أو المستوردة من البلد المحتوية على أدلة مثبتة يمكن أن تؤدي إلى تسمم خطير وجماعي، وكذلك حدوث مثل هذه الحالات والقضاء على حالة الطوارئ في ميدان سلامة الأغذية،
17. تحليل حالات التسمم الغذائي بين السكان من حيث سلامة المنتجات الغذائية، وكذلك اتخاذ تدابير تهدف إلى منع انتشارها والقضاء عليها.
18. تنظيم خبرات معايير السلامة في البنية التحتية والمنتجات في شركات إنتاج وتجهيز المواد الغذائية المصدرة.
19. تحليل البيانات عن الدراسات التي أجريت على الأنشطة والرصد والتفتيش والامتحانات ونتائجها، وإنشاء بنك معلومات موحد،
20. اتخاذ التدابير المتعلقة بتطبيق مبدأ «نافذة واحدة» لتوفير معايير جودة المنتجات الغذائية والمواصفات الفنية على النحو المنصوص عليه في القانون.
21. اتخاذ تدابير لتنفيذ التدابير ذات الصلة بتنمية روح المبادرة في المجال المعني وتنظيم الدولة لدعم الدولة لريادة الأعمال مع السلطات العامة ذات الصلة.
22. اتخاذ إجراءات مع الوكالات الحكومية ذات الصلة لتقديم معلومات عن سلامة الأغذية والمعلومات الاقتصادية والقانونية لأصحاب المشاريع الذين يتعاملون مع إنتاج وتوريد وتحويل المستهلكين من المواد الغذائية، فضلاً عن المنتجات الغذائية، لضمان تطبيق الخبرة الدولية لتحسين نشاط ريادة الأعمال، إعداد مقترحات لزيادة القدرة التنافسية.
23. عنصر قائمة مرقمة.
24. إعداد مقترحات لتحسين نظام مراقبة المنتجات الغذائية، والمواد الجينية للنباتات المحورة جينياًد وكذلك اتخاذ التدابير التي ينص عليها القانون للتعامل مع الاتجار غير المشروع بهذه المنتجات الغذائية مع السلطات العامة المختصة.
25. التحقق مما إذا كانت المواد الغذائية المعدلة وراثيا والمستوردة إلى البلاد تخضع لتعديل وراثي عند عبور الحدود الجمركية للبلاد.
26. تشجيع التغذية السليمة والعقلانية.
27. التشاور والتدريب بشأن التطبيق الطوعي للمعايير الدولية للمنتجات الغذائية من خلال سلطتها الفرعية والتحليل المختبري لمؤشرات سلامة الأغذية والجودة والخبرات والخدمات البحثية وكذلك أداء مهام المختبر المرجعي الوطني.

## حقوق الوكالة
1. ممارسة الحقوق الناشئة عن أنشطة التطبيع في المجال ذي الصلة.
2. اتخاذ مبادرة بشأن جمهورية أذربيجان لدعم المعاهدات الدولية.
3. الاستفسار عن المعلومات الضرورية عن هيئات الحكم الذاتي المحلية والأفراد والكيانات القانونية بشأن القضايا المتعلقة بأنشطتها وتلقي مثل هذه المعلومات منها.
4. الخبراء المستقلين والمتخصصين، والشركات الاستشارية والمنظمات العلمية للمشاركة في أنشطتها.
5. إنشاء الدوريات وتوزيع النشرات الخاصة وغيرها من المنتجات المطبوعة بالطريقة المنصوص عليها في قانون جمهورية أذربيجان «حول وسائل الإعلام».
6. للمشاركة في الأحداث الدولية، بما في ذلك المنتديات والمؤتمرات والمعارض وغيرها من الأحداث وتنظيم مثل هذه الأحداث في البلاد والخارج.
7. حقوق ممارسة لممتلكات الدولة المستخدمة.
8. دراسة تجربة الدول الأجنبية في مجال النشاط وتنفيذ التعاون الدولي والأجنبي.
9. وتنظيم وتنفيذ التعاون مع السلطات المختصة والهيئات الأخرى للدول الأجنبية والمنظمات الدولية والأشخاص الأجانب القانونيين وغيرهم من الأشخاص.
10. لتقديم مقترحات للإصلاحات في المجال ذي الصلة.
11. اتخاذ التدابير اللازمة وتوفير المعلومات لغرض دراسة ونشر الخبرات الجيدة المكتسبة في المجال ذي الصلة.
12. رفع دعوى أمام المحكمة بشأن ممارسة واجباته وحقوقه والمشاركة في المحكمة بالأصالة عن نفسه.
13. ممارسة حقوق أخرى محددة بأفعال رئيس جمهورية أذربيجان.[2]